# In My Place
«In My Place» —  песня британской рок-группы Coldplay, выпущенная в качестве сингла 5 августа 2002 года. Она была написана совместно всеми участниками группы для их второго альбома A Rush of Blood to the Head. Сингл занял второе место в UK Singles Chart и семнадцатое в Alternative Airplay.
Cингл получил награду «Лучшее вокальное рок исполнение дуэтом или группой» на 45-й церемонии вручения премии Грэмми.

## Предыстория и композиция

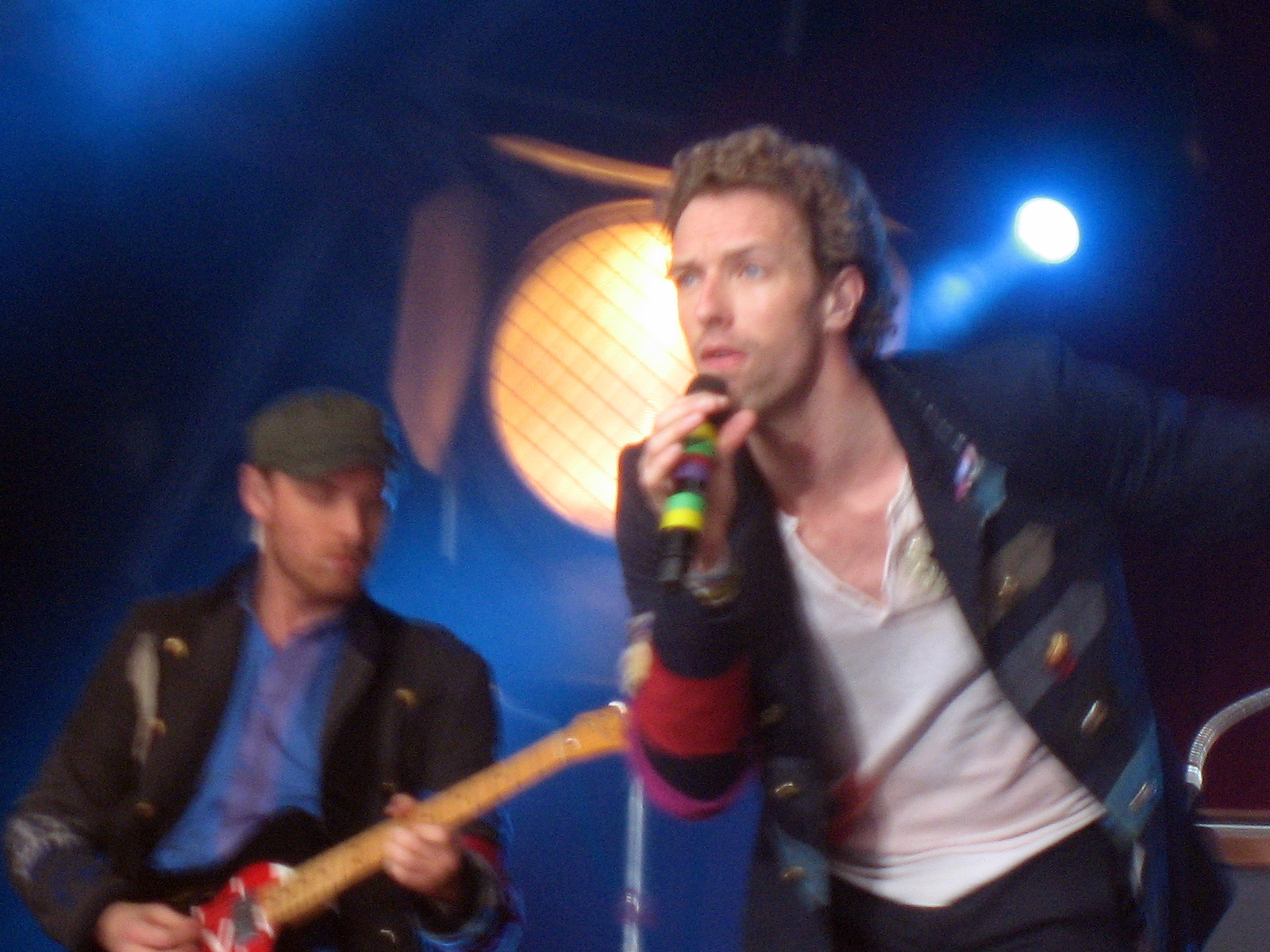
Coldplay исполняют «In My Place» во время Viva la Vida Tour в поддержку четвертого альбома Viva La Vida or Death and All His Friends.

Песня была написана в 2000 году. Однажды вокалист Coldplay Крис Мартин глупо стучал по клавишам фисгармонии, которую фронтмен одолжил у друга. Мартин старался подражать Джимми Клиффу, пытаясь сыграть «Whiter Shade Of Pale» группы Procol Harum, но устаревшие педали и своеобразный звук органа напомнило ему о пьяных матросах, так что он решил развлечься — написать морскую песню.
В интервью журналу Q вокалист Крис Мартин заявил, что группа оставила «In My Place» после записи своего дебютного альбома Parachutes (2000). Когда группа закончила запись своего второго альбома A Rush of Blood to the Head, Мартин заявил, что альбом готов. Однако после того, как гитарист Джонни Бакленд сыграл «In My Place» на своей гитаре, Мартин решил записать её и включить в альбом.
Песня была выпущена 5 августа 2002 года в США и Великобритании в качестве главного сингла альбома «A Rush of Blood to the Head». В интервью Бакленд рассказал, что песню было трудно записать, так как группа играла её вживую. Он также отметил, что при записи песни никто точно не знал, как она должна звучать, так как у всех участников группы были разные представления о её звучании.
Песня начинается с одной ударной тарелки, за которой следуют два такта игры на барабанах размером 4/4, затем в ритмичном ритме звучит жалобная гитарная партия из трех нот и вокал Мартина. Его инструментарий разнообразен звуком грохочущих ударных, перегрузом гитар, пением хора и струнной аранжировкой. В песне также есть различные гитарные партии. В тексте подчеркивается: «Но я жду тебя / если ты уйдешь, если ты уйдешь / оставишь меня здесь одного / тогда я буду ждать тебя». В тексте песни также есть мотивы, склонные к усталому оптимизму.

## Награды
«In My Place» получила премию Грэмми в категории «Лучшее вокальное рок исполнение дуэтом или группой» на 45-й церемонии вручения премии. Песня была два раза номинирована премией MuchMusic Video Awards в категориях «Лучшая международная видеогруппа» и «People's Choice: Лучшая международная группа».

## Трэк-лист
| №  | Название        | Длительность |
| -- | --------------- | ------------ |
| 1. | «In My Place»   | 3:48         |
| 2. | «One I Love»    | 4:35         |
| 3. | «I Bloom Blaum» | 2:11         |

## Участники записи
- Крис Мартин — вокал, орган, клавишные
- Джонни Бакленд — электрогитара
- Гай Берриман — бас-гитара
- Уилл Чемпион — ударные, перкуссия, бэк-вокал
- Одри Райли[англ.] — струнная аранжировка

## Чарты и сертификаты
| Чарт (2002)                                | Высшая позиция |
| ------------------------------------------ | -------------- |
| Австралия (ARIA)                           | 23             |
| Бельгия/Фландрия (Ultratip Bubbling Under) | 15             |
| Бельгия/Валлония (Ultratip Bubbling Under) | 14             |
| Канада (Billboard Canadian Hot 100)        | 2              |
| Дания (Tracklisten)                        | 16             |
| Европа (European Hot 100 Singles)          | 8              |
| Финляндия (Suomen virallinen lista)        | 19             |
| Франция (SNEP)                             | 60             |
| Германия (GfK)                             | 65             |
| Ирландия (IRMA)                            | 2              |
| Италия (FIMI)                              | 4              |
| Нидерланды (Single Top 100)                | 43             |
| Новая Зеландия (Recorded Music NZ)         | 24             |
| Норвегия (VG-lista)                        | 17             |
| Португалия (AFP)                           | 3              |
| Шотландия (OCC Scotland)                   | 2              |
| Испания (PROMUSICAE)                       | 12             |
| Швеция (Sverigetopplistan)                 | 46             |
| Швейцария (Schweizer Hitparade)            | 37             |
| Великобритания (OCC UK Singles)            | 2              |
| США (Billboard Bubbling Under Hot 100)     | 17             |
| США (Billboard Adult Alternative Songs)    | 1              |
| США (Billboard Adult Pop Airplay)          | 22             |
| США (Billboard Alternative Airplay)        | 17             |

| Чарт (2002)                | Позиция |
| -------------------------- | ------- |
| Канада (Nielsen SoundScan) | 19      |
| Ирландия (IRMA)            | 62      |
| Италия (FIMI)              | 42      |
| Великобритания (OCC)       | 103     |

| Регион                                                                      | Сертификация | Продажи |
| --------------------------------------------------------------------------- | ------------ | ------- |
| Италия (FIMI)                                                               | Золотой      | 35 000  |
| Великобритания (BPI)                                                        | Золотой      | 400 000 |
| Данные о продажах + прослушиваниях приведены только на основе сертификации. |              |         |